# BBS Automation
BBS Automation ist ein international tätiges Unternehmen, das Automatisierungs- und Prüfsysteme entwickelt. Das Unternehmen wurde 2013 gegründet und hat seinen Sitz in Garching bei München, Deutschland. Seit 2023 gehört es zur Dürr AG und ist Teil des Geschäftsbereichs „Production Automation“, zu dem auch Kahle, teamtechnik und Hekuma gehören.

## Geschichte
BBS Automation wurde 2013 von Josef Wildgruber gegründet. Das Unternehmen wuchs durch organisches Wachstum sowie durch mehrere Akquisitionen, darunter die ixmation-Gruppe im Jahr 2014 und das Unternehmen Kahle im Jahr 2022. 2023 wurde BBS Automation vom Dürr-Konzern übernommen. In den Jahren vor der Übernahme durch Dürr war die schwedische Beteiligungsgesellschaft EQT über einen Fonds maßgeblich an BBS Automation beteiligt.
Im Juni 2025 wurden die Unternehmen der Business Unit „Production Automation“ unter der einheitlichen Marke „BBS Automation“ zusammengeführt.

## Branchen
Das Unternehmen bedient Kunden in folgenden Sektoren:
- Automobilindustrie (einschließlich Elektromobilität),[7]
- Medizintechnik,[8]
- Konsumgüterindustrie,[9]
- Elektronikbranche,[9]
- Bereich erneuerbare Energien.[9]

## Standorte
BBS Automation betreibt Produktionsstandorte in Deutschland, Italien, der Slowakei, den USA, Indien, Malaysia, China und Mexiko. Weltweit beschäftigt das Unternehmen rund 2.500 Mitarbeitende.